# Mahale-Mountains-Nationalpark
Der Mahale-Mountains-Nationalpark (englisch Mahale Mountains National Park) ist ein Nationalpark im Westen von Tansania im Distrikt Uvinza der Region Kigoma.

## Geographie

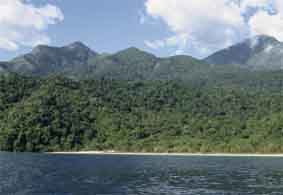
Der Nationalpark vom Tanganjikasee aus gesehen.

Der Park liegt auf einer Halbinsel am Ostufer des Tanganjikasees. Das Gebiet umfasst eine Fläche von 1.577 Quadratkilometer und erstreckt sich in einer Höhenlage von 750 bis fast 2500 Meter über dem Meeresspiegel, die höchster Erhebung ist der 2462 Meter hohe Mount Nkungwe. In zwei Regenzeiten fallen jährlich 1500 bis 2500 Millimeter Regen. Kurze Regenschauer dauern von Mitte Oktober bis November, schwere Niederschläge gibt es von März bis Mai.

## Geschichte
Der Nationalpark wurde im Jahr 1985 eingerichtet.

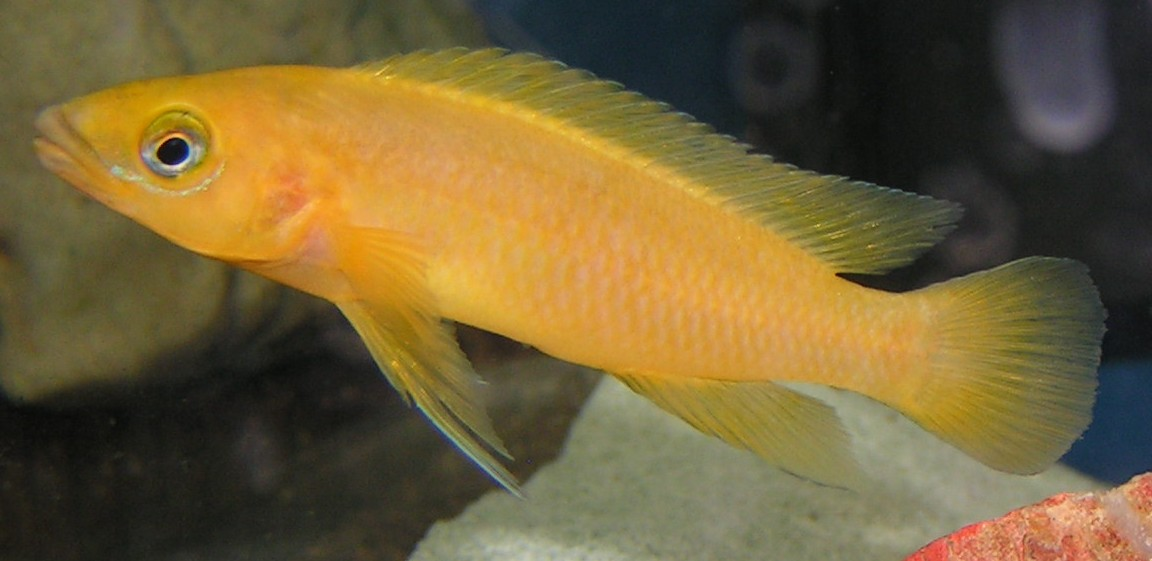
Neolamprologus longior

## Biodiversität
Der Nationalpark verfügt über große Waldgebiete, insbesondere dem Miombo-Waldland und verschiedenen Formen von tropischem Regenwald, der sich bis in eine Höhe von 2000 Meter die Berghänge hinaufzieht. Unterbrochen werden die Wälder von großen Bergwiesen.
Mit rund 800 Schimpansen beherbergt das Gebiet eine der größten Schimpanpopulationen. Außerdem leben hier noch fünf weitere Affenarten: Anubispaviane, Angola-Stummelaffen, Uganda-Stummelaffen, Grüne Meerkatzen und Rotschwanzmeerkatzen. Weitere Säugetierarten sind Warzenschwein, Mungo, Pferd- und Säbelantilope sowie Leopard. Mahale ist für seine reiche Vogelwelt von etwa 355 verschiedenen Arten bekannt. Wenig erforscht sind die Reptilien und die Amphibien, es wurden jedoch jeweils zwanzig Arten nachgewiesen. Im Tanganjikasee leben 250 endemisch vorkommende Fischarten, die wegen ihrer Farbenpracht bekannt sind.

## Tourismus
Die größte Sehenswürdigkeit im Park sind die Schimpansen. Daneben werden Wanderungen, Schnorcheln im Tanganjikasee und Vogelbeobachtungen angeboten.

### Anreise
Der rund 150 Kilometer südlich von Kigoma gelegene Nationalpark kann mit Auto, Flugzeug oder Schiff erreicht werden:
- Land: Von Kigoma aus erreicht man den Park in einer fünfstündigen Fahrt die Küste des Tanganjikasees entlang.
- Luft: Mehrere Gesellschaften bieten Charter-Flüge nach Mahale an, Safari Airline fliegt den Flughafen zwei Mal wöchentlich an (Stand 2020).[9]
- Wasser: Von Kigoma fährt zwei Mal wöchentlich eine Fähre nach Lagosa. Für die acht bis zehn Stunden dauernde Fahrt kommt auch das historische Schiff Liemba zum Einsatz. Mit einem Schnellboot dauert die Fahrt drei bis vier Stunden.[10][11]

### Besuchszeit
Der Park ist das ganze Jahr geöffnet. Die beste Besuchszeit ist die Trockenzeit von Juni bis Oktober. Hier sind die Straßen besser passierbar, das Unterholz wird lichter und die Schimpansen verlassen zur Futtersuche die Bäume.

### Besucherzahl
Mahala-Mountains ist ein wenig besuchter Nationalpark, jährlich kommen rund 900 Ausländer und 150 Tansanier (Stand 2018).

## Sonstiges
Mitte der 1960er-Jahre begann ein japanisches Forscherteam unter der Leitung des Forschers Nishida mit der Habituierung zweier Schimpansengruppen im Mahale-Mountains-Nationalpark. Seit Mitte der 1980er-Jahre erforscht hier Michael Huffmann von der Kyoto-Universität den Medizinalpflanzengebrauch bei Schimpansen.